# Aeroportul Namangan
Aeroportul Namangan (în uzbecă Namangan xalqaro aeroporti) (IATA: NMA, ICAO: UTFN) este un aeroport din Regiunea Namangan, Uzbekistan. Aeroportul a fost tranzitat în 2019 de 240.000 de pasageri.
Situat la o altitudine de 497 m, aeroportul dispune de 1 pistă. Este operat de Uzbekistan Airways⁠(d).

## Infrastructură

### Piste
Aeroportul dispune de o singură pistă. Pista 10/28 are suprafața de asfalt. 